# Эвуакпе
Эвуакпе (ум. около 1712) — оба (правитель) средневекового бенинского государства Эдо, правивший приблизительно с 1700 по 1712 годы.

## Происхождение
Согласно устной исторической традиции, записанной придворным бенинским хронистом Джекобом У. Эгхаревба, после смерти обы Охуана в 1641 году не осталось ни сыновей, ни братьев, которые могли бы унаследовать престол Эдо. Вслед за этим началась длительная борьба за верховную власть между претендентами, происходившими из боковых ветвей «Второй династии». Поскольку эти претенденты не принадлежали к прямой царской линии, в представлении бини они не были полностью законными правителями и не входили в основную линию «божественного наследования» (или, как говорят в Эдо, «они не были предначертаны Богом [eire na ya we]»). В результате период с середины по конец XVII века стал временем упадка власти обы Бенина. Устная традиция сохранила мало сведений о кратких правлениях шести царей, сменявших друг друга на бенинском престоле в этот период, не известна даже их точная генеалогия. По словам Дж. У. Эгхаревбы, преемственность власти не происходила ни от отца к сыну, ни от брата к брату, хотя оставалась внутри одного и того же царского клана. Седьмым в этом перечне правителей стал оба Эвуакпе, отец которого, Акензама, вероятно, был одним из претендентов на престол, но сам не преуспел в этом направлении.